# Melozone albicollis
Melozone albicollis là một loài chim trong họ Emberizidae.